# Furgonetas para gaseamientos

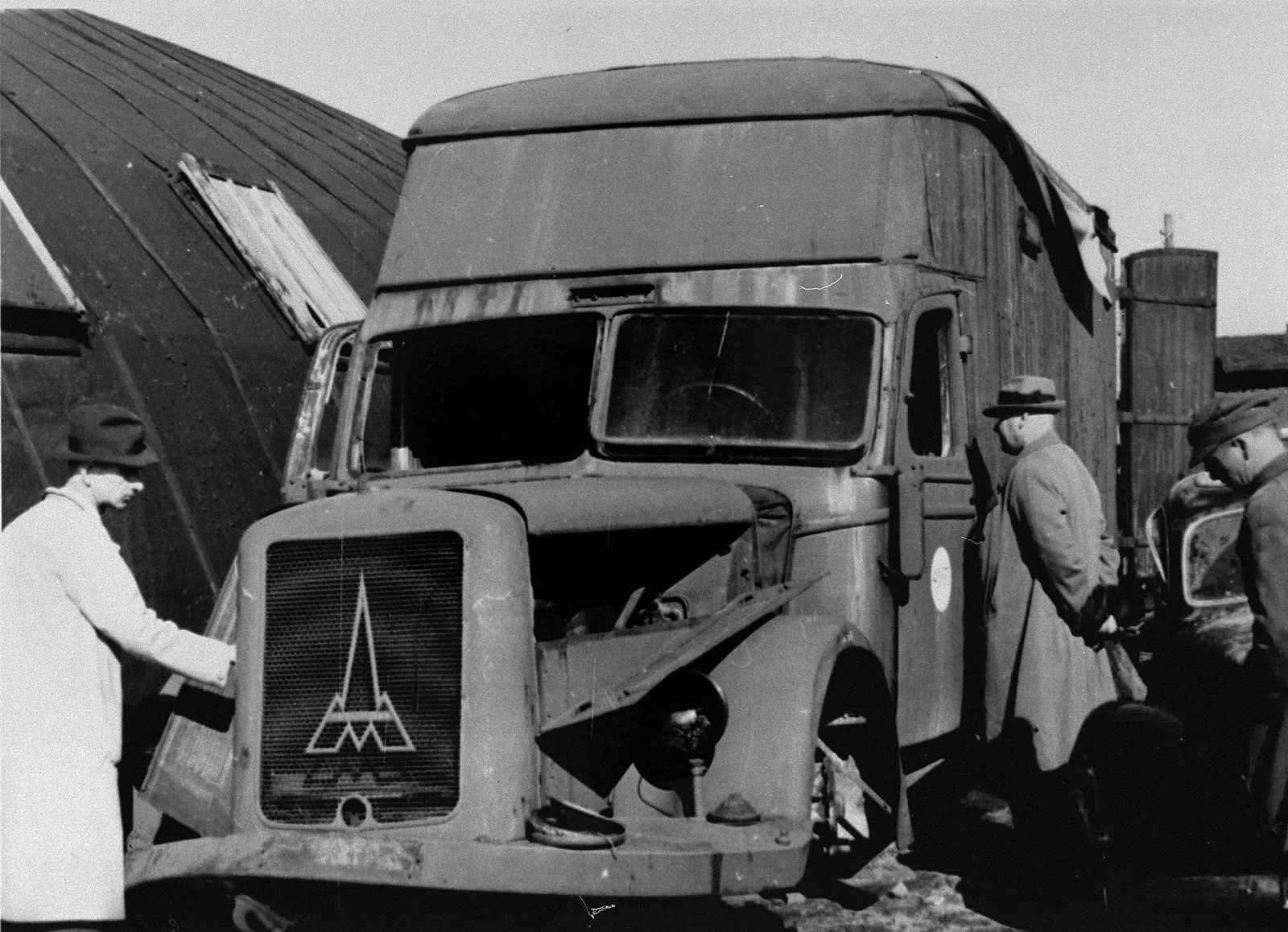
Minibus Magirus-Deutz incendiada cerca del campo de exterminio de Chełmno del tipo utilizado por los nazis para la asfixia por gases de escape que eran desviados hacia el compartimento trasero completamente sellado donde eran encerradas las víctimas. Archivo de la Oficina del Asesor Jurídico Principal de Estados Unidos para el enjuiciamiento de los criminales del Eje, 1946

Una furgoneta para gaseamientos o furgón para gaseamientos es un tipo de furgoneta que tiene una cámara de gas. Se usaron por primera vez por el NKVD en la década de 1930, Durante la Segunda Guerra Mundial, la Alemania nazi desarrolló y usó furgonetas para gaseamientos a gran escala como una forma de exterminio para matar a enfermos de sanatorios, gitanos, judíos y prisioneros en los territorios ocupados de Bielorrusia, Polonia, Yugoslavia y otras áreas de la Unión Soviética ocupada.

## Unión Soviética
En 1937, el oficial del NKVD Isai D. Berg informó de que había supervisado la ejecución de prisioneros gaseándolos en camiones. Dando testimonio de esto cuando fue arrestado por el NKVD en agosto de 1938, Berg dijo que él y un equipo de oficiales de la policía secreta mataron a grupos de prisioneros con humos de motores en coches camuflados cuando los transportaban desde las prisiones de Taganka y Butyrka de Moscú a las fosas comunes del campo de tiro de Butovo, donde eran enterrados. Examinando documentos relacionados con Berg, el kommersant  informó de que Berg había dirigido el departamento administrativo y económico del Óblast de Moscú NKVD; Berg declaró que actuó por órdenes de la administración superior de NKVD del Óblast de Moscú. Berg declaró que actuó por órdenes de la administración superior de NKVD.
Los oficiales del Servicio Federal de Seguridad Alexander Mikhailov y Mikhail Kirillin, y la historiadora Lydia Golovkova, relataron el testimonio de un testigo en un lugar de ejecución masiva en las afueras de Moscú. Hasta 50 prisioneros fueron cargados en camiones cuyos tubos de escape revertían dentro de los camiones, que los moscovitas llamaron "asesinos de almas" y que supuestamente fueron inventados por Berg. Los prisioneros estaban "medio muertos" cuando llegaron al sitio, donde la mayoría fueron ejecutados posteriormente.
Marek Hałaburda ha escrito que las furgonetas para gaseamientos fueron introducidas para aumentar la cantidad de ejecuciones. En el libro KGB: el Estado dentro del Estado Yevgenia Albats y Catherine A. Fitzpatrick escribieron que: "Debido a la escasez de verdugos, los chekistas usaron camiones camuflados como camionetas de pan como cámaras de muerte móviles. Sí, la misma maquinaria que los nazis hicieron famosa: sí, estos camiones fueron originalmente una invención soviética, en uso años antes de que se construyeran los hornos de Auschwitz". Según Robert Gellately, "Los soviéticos a veces usaban una furgoneta para gaseamiento (dushegubka), como en Moscú durante la década de 1930, pero lo extensivo que era eso necesita más investigación. Utilizaron crematorios para deshacerse de miles de cuerpos, pero no tenían cámaras de gas."
Se informó del uso de furgonetas para gaseamientos en las ciudades de Omsk y Ivánovo en la Unión Soviética. Según un oficial de alto rango de la NKVD, Mikhail Schreder, fueron utilizados en la ciudad de Ivánovo de forma similar a la de Moscú: "Cuando un camión cerrado llegó al lugar de la ejecución, todos los convictos fueron sacados de los automóviles en estado inconsciente. En el camino, casi los mataron por los gases de escape redirigidos a través de un tubo especial al compartimento de carga cerrado del camión". El disidente soviético Petro Grigorenko describió en sus memorias una historia contada por su amigo cercano y exprisionero de Gulag Vasil Teslia. Describió los asesinatos de "kulaks" en una prisión en Omsk. Según él, más de 27 personas fueron cargadas en un camión, que se alejó de la prisión, pero pronto regresó. "Cuando se abrieron las puertas, salió humo negro y llovieron cadáveres de personas". Los cadáveres fueron colocados en el sótano. Teslia observó estas ejecuciones durante toda la semana.

## Alemania nazi
El uso de furgonetas para gaseamientos con el propósito de asesinar judíos, gente mentalmente enferma, gitanos y prisioneros en territorios ocupados durante la Segunda Guerra Mundial empezó con el programa de eutanasia Aktion T4 en 1939. Con la orden de encontrar un método adecuado para matar, el Instituto Técnico para la Detección del Delito (Kriminaltechnisches Institut der Sicherheitspolizei, KTI) de la Oficina Central de Seguridad del Reich (Reichssicherheitshauptamt, RSHA) decidió gasear a las víctimas con monóxido de carbono. En octubre de 1939 los nazis empezaron a gasear prisioneros en Fort VII, cerca de Poznan. Las primeras víctimas fueron polacos y judíos reclusos en Pomerania, Prusia Oriental y Polonia. Las camionetas fueron construidas para el Sonderkommando de Herbert Lange y se suponía que su uso aceleraría los asesinatos. En lugar de transportar a las víctimas a las cámaras de gas, las víctimas eran transportadas en una cámara de gas. Probablemente fueron diseñados por especialistas del Referat II D de la RSHA. Estas cámaras de gas móviles funcionaban bajo los mismos principios que las cámaras de gas estacionarias: a través de una manguera de goma, el conductor liberaba CO puro de los cilindros de acero en la construcción especial hermética que tenía forma de caja y que se situaba en el lugar de almacenamiento. Estos furgones eran similares a furgonetas o camiones de reparto y estaban camufladas con la etiqueta "Kaiser’s Kaffee Geschäft" (Cafetería del Kaiser). No se llamaban "furgonetas para gaseamientos" en ese momento, sino "Sonder-Wagen", "Spezialwagen" (furgonetas especiales) y "Entlausungswagen" (furgonetas de limpieza). El comando Lange mató a pacientes en numerosos hospitales en Wartheland en 1940. Condujeron a los hospitales, recogieron pacientes, los cargaron en las camionetas y los gasearon mientras se los llevaban. Del 21 de mayo al 8 de junio de 1940 el sonderkommando de Lange mató a 1 558 enfermos solamente en el campo de concentración de Soldau.
En agosto de 1941, el jefe de las SS Heinrich Himmler asistió a un fusilamiento masivo de judíos en Minsk que fue llevado a cabo por Arthur Nebe, después del cual vomitó. Tras recuperar la compostura, Himmler decidió que deberían emplearse métodos alternativos de asesinato. Le ordenó a Nebe que explorara formas más "convenientes" de matar que fueran menos estresantes para los asesinos. Nebe decidió llevar a cabo sus experimentos asesinando pacientes mentales soviéticos, primero con explosivos cerca de Minsk, y luego con gases de escape de automóviles en Mogilev. Los experimentos de Nebe llevaron a la utilización de la furgoneta para gaseamiento. Los vehículos ya se habían usado en 1940 para el gaseamiento de pacientes mentales de Prusia Oriental y Pomerania en el campo de concentración de Soldau.
Las furgonetas para gaseamientos fueron usadas, sobre todo en el campo de exterminio de Chełmno, hasta que se desarrollaron las cámaras de gas como un método más eficiente para matar a un mayor número de personas. Había dos tipos de furgonetas para gaseamientos operativas, y fueron usadas por los Einsatzgruppen en el este. El Opel-Blitz, que pesaba 3.5 toneladas, y el más grande Saurerwagen, que pesaba 7 toneladas. En Belgrado, las furgonetas para gaseamientos eran conocidas como "Dušegupka"  y en partes ocupadas de la URSS eran conocidas con de forma similar como "душегубка" (dushegubka, literalmente "asesina de almas/exterminadora"). Las SS usaban los eufemismos Sonderwagen, Spezialwagen o S-wagen ("vehículo especial") para las furgonetas. Las furgonetas para gaseamientos fueron diseñadas específicamente para dirigir los gases de escape mortales a través de tubos de metal hacia los compartimentos herméticos de carga, donde las víctimas previstas habían sido introducidas a la fuerza. En la mayoría de los casos, las víctimas fueron sofocadas y envenenadas por monóxido de carbono y otras toxinas del escape mientras las camionetas las transportaban a fosas o barrancos para enterrarlas en masa.
El uso de furgonetas para gaseamientos tenía dos desventajas:
- era lenta, algunas víctimas tardaban veinte minutos en morir.
- no era tranquila, los conductores podían escuchar a las víctimas gritar, lo cual encontraban una distracción y era perturbador.

En junio de 1942 el principal fabricante de furgonetas para gaseamientos, Gaubschat Fahrzeugwerke GmbH, entregó 20 furgonetas para gaseamientos en dos modelos (para 30–50 y para 70–100 individuos) al Einsatzgruppen, de las 30 que habían sido encargadas a esa compañía. No quedaba ninguna furgoneta para gaseamientos al final de la guerra. La existencia de las furgonetas para gaseamientos fue descubierta en 1943 durante el juicio a los colaboradores de los nazis que habían estado envueltos en el gaseamiento de 6 700 civiles en Krasnodar.[cita requerida] El número total de furgonetas para gaseamientos es deconocido.
Las furgonetas para gaseamientos son tratadas ampliamente en algunas de las entrevistas en la película de Claude Lanzmann Shoah.